# واحد پردازش داده

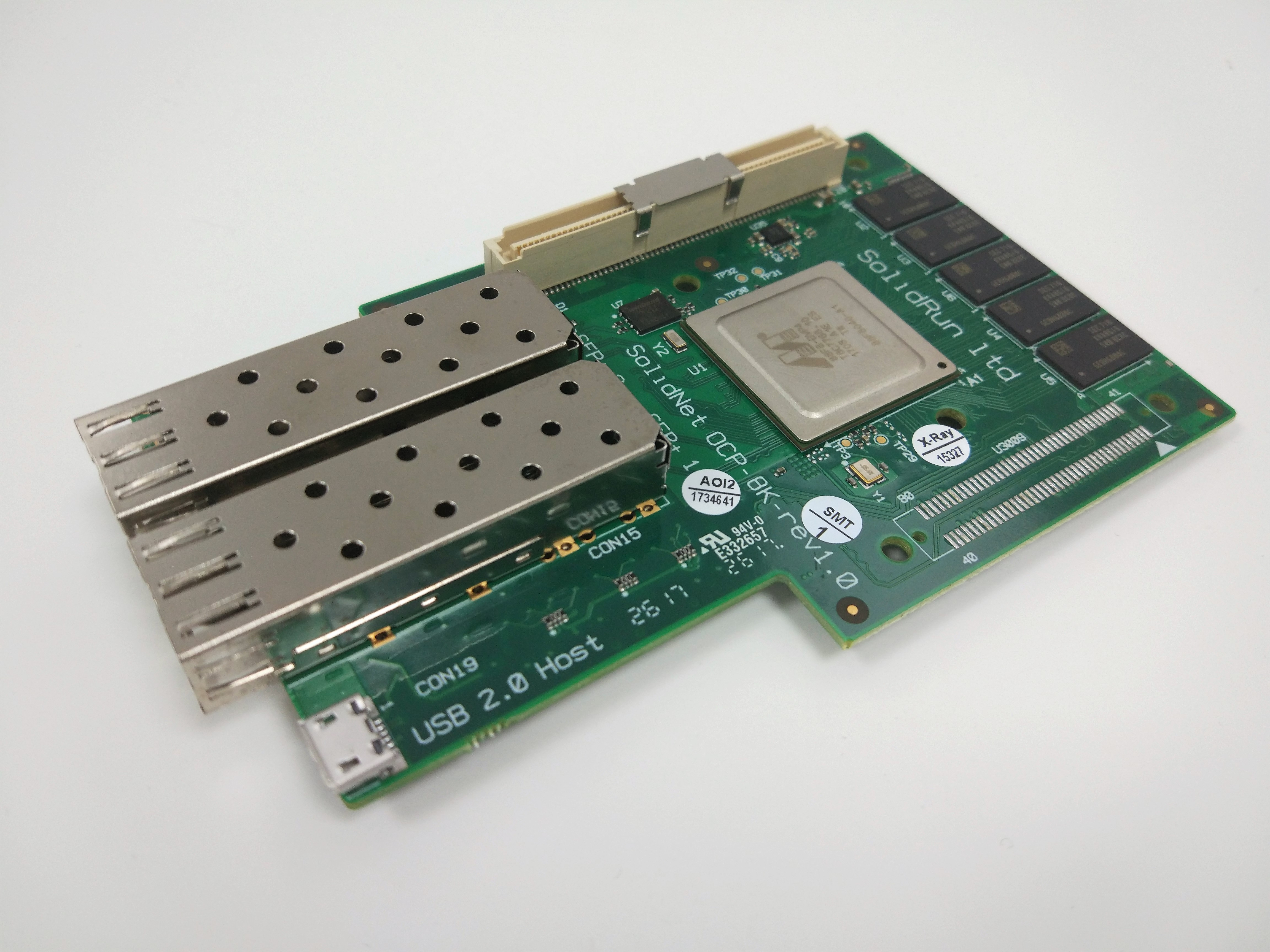
DPU در قالب یک NIC هوشمند

واحد پردازش داده یا data processing unit (DPU) یک کنترل‌کننده کانال، یک مدار الکترونیکی تخصصی قابل برنامه‌ریزی با شتاب سخت‌افزاری پردازش داده‌ها برای محاسبات داده محور است. داده‌ها به عنوان بسته‌های اطلاعاتی چندگانه به و از جزء منتقل می‌شوند. یک DPU به‌طور کلی شامل یک CPU، NIC و موتورهای شتاب داده قابل برنامه‌ریزی است. این به DPUها اجازه می‌دهد تا کلیت و قابلیت برنامه‌ریزی واحدهای پردازش مرکزی را داشته باشند و در عین حال متخصص هستند تا به‌طور مؤثر بر روی بسته‌های شبکه، درخواست‌های ذخیره‌سازی یا درخواست‌های تحلیلی کار کنند.
موتورهای شتاب داده با درجه بیشتری از موازی بودن (مورد نیاز برای پردازش بسیاری از درخواست‌ها) از یک CPU و با معماری MIMD به جای معماری SIMD از یک GPU متمایز می‌شوند (الزامی است زیرا هر درخواست باید تصمیمات متفاوتی بگیرد و مسیر متفاوتی را دنبال کند. از طریق تراشه). DPUها می‌توانند مبتنی بر ASIC، مبتنی بر FPGA یا مبتنی بر SoC باشند. DPUها از زمان معرفی آنها در دهه ۲۰۱۰ به دلیل افزایش استفاده از محاسبات داده محور، کلان داده، امنیت و هوش مصنوعی / یادگیری ماشین / یادگیری عمیق به‌طور فزاینده ای در مراکز داده و ابر رایانه‌ها مورد استفاده قرار گرفته‌اند. DPUها به گونه ای طراحی شده‌اند که نقاط پایانی زیرساخت مستقل باشند.
سازنده‌های DPU عبارتند از:
- AMD / Pensando: کاپری، البا و DSC[۱۳][۴]
- Broadcom: Stingray[۱۴]
- قابل تعویض: سری F & S[۱۵]
- اینتل: واحد پردازش زیرساخت (IPU)[۱۶]
- Kalray: Kalray K200-LP[۱۷]
- فناوری مارول: OCTEON و ARMADA[۱۸]
- فناوری‌های Nvidia / Mellanox: BlueField, ConnectX, Innova[۱۹]

فروشندگان نرم‌افزاری که از DPUها استفاده می‌کنند عبارتند از:
- بلومباس
- Cloudflare
- DDN
- فورتینت
- شبکه‌های پالو آلتو
- داده‌های VAST
- VMware
- WekaIO